# Polysoom
Polysomen of polyribosomen bestaan uit meerdere ribosomen die tegelijk aan één mRNA-molecuul gebonden zijn en zo betrokken zijn bij de eiwitsynthese. Dit geeft bij een lijnvormige rangschikking een parelsnoer van ribosomen die het mRNA aflezen (translatie). Door meerdere ribosomen het mRNA tegelijk te laten transleren verloopt de eiwitsynthese vele malen sneller, zonder dat dit ten koste gaat van de nauwkeurigheid. Om het proces nog sneller te laten verlopen, is het mRNA circulair gemaakt met behulp van de zogenaamde polyA-staart en het polyA-bindend eiwit. Hierdoor wordt de kop gebonden aan de staart van het mRNA, en kan het ribosoom dat het hele mRNA heeft getransleerd direct na afkoppeling weer aankoppelen aan het 5'-uiteinde van het mRNA.
Ze kunnen  voorkomen als clusters (klonten), lijnvormig gerangschikt, of in rozetvorm.
Polysomen komen los in het cytoplasma voor, of gebonden aan het endoplasmatisch reticulum of aan het kernmembraan.
Er zijn ook polysomen die eiwitten vervaardigen ten behoeve van het polysoom zelf; ook eiwitten voor secretie ten behoeve van andere cellen kunnen door polysomen worden vervaardigd.